# Echo Lake
Echo Lake é uma Região censo-designada localizada no estado norte-americano de Washington, no Condado de Snohomish.

## Demografia
Segundo o censo norte-americano de 2000, a sua população era de 849 habitantes.

## Geografia
De acordo com o United States Census Bureau tem uma área de
4,5 km², dos quais 4,4 km² cobertos por terra e 0,1 km² cobertos por água.

## Localidades na vizinhança
O diagrama seguinte representa as localidades num raio de 12 km ao redor de Echo Lake.